# Arthraxon depressus
Arthraxon depressus är en gräsart som beskrevs av Otto Stapf och Cecil Ernest Claude Fischer. Arthraxon depressus ingår i släktet Arthraxon och familjen gräs. Inga underarter finns listade i Catalogue of Life.